# ロッケッタ・ア・ヴォルトゥルノ
ロッケッタ・ア・ヴォルトゥルノ（イタリア語: Rocchetta a Volturno）は、イタリア共和国モリーゼ州イゼルニア県にある、人口約1,100人の基礎自治体（コムーネ）。

## 地理

### 位置・広がり

#### 隣接コムーネ
隣接するコムーネは以下の通り。括弧内のFRはフロジノーネ県所属を示す。
- カステル・サン・ヴィンチェンツォ
- チェッロ・アル・ヴォルトゥルノ
- コッリ・ア・ヴォルトゥルノ
- フィリニャーノ
- サン・ビアージョ・サラチニスコ (FR)
- スカーポリ
- ヴァッレロトンダ (FR)

## 行政

### 分離集落
ロッケッタ・ア・ヴォルトゥルノには、以下の分離集落（フラツィオーネ）がある。
- Castelnuovo al Volturno, Rocchetta Alta, Villaggio Enel